# FC 모스크바
FC 모스크바(러시아어: Футбольный клуб Москва)는 2004년에 설립되었으며, 2010년 2월에 해체된 러시아 모스크바의 옛 축구 클럽으로 과거 러시아 프리미어리그에서 활동했다. FC 모스크바의 러시아 프리미어리그에서의 최고 성적은 2007년 4위이며 러시아 컵에서의 최고 성적은 2006-07 시즌 준우승이다.

## 역대 감독
| 감독              | 임기        |
| ----------------- | ----------- |
| 레오니트 슬루츠키 | 2005 ~ 2007 |
| 올레흐 블로힌     | 2008 ~ 2009 |

## 주요 성적
- 러시아 프리미어리그 : 4위 (2007)
- 러시아 컵 : 준우승 (2006-07)